# جوليان موريس
جوليان موريس (بالفرنسية: Julien Morice)‏ مواليد 20 يوليو 1991 في فان، هو متسابق فرنسي في صنف سباق الدراجات على الطريق.

## الميداليات
| الميدالية | المسابقة                               |
| --------- | -------------------------------------- |
| برونزية   | بطولة العالم للدراجات على المضمار 2015 |

## روابط خارجية
- جوليان موريس على موقع الاتحاد الدولي للدراجات (الإنجليزية)
- جوليان موريس على موقع أرشيف الدراجات (الإنجليزية)
- جوليان موريس على موقع إحصائيات الدراجات الإحترافية (الإنجليزية)
- جوليان موريس على موقع نسبة الدراجات (الإنجليزية)
- جوليان موريس على موقع CycleBase (الإنجليزية)